# Спиритс ов Сент Луис
Спиритс ов Сент Луис (енгл. Spirits of St. Louis) је бивши амерички кошаркашки клуб из Сент Луиса, Мисури. Играли су Источној дивизији АБА лиге у свих девет година постојања лиге, али под различитим именима. Ово је био трећи и последњи град у франшизи који је почео као чартер члан 1967. Прво су играли под именом Хјустон маверикси пре него што су прешли у Каролину 1969. године да би тамо играли под именом Кугарси. Били су један од два тима која су још увек постојала на крају АБА, а који нису преживели спајање лиге са Националном кошаркашком асоцијацијом (НБА). Били су чланови АБА-е у последње две сезоне, 1974/75. и 1975/76, док су своје домаће утакмице играли у Ст. Лоуис Арени. Према условима спајања АБА и НБА, власници Спиритса су наставили да примају део прихода НБА телевизије до 2014. године, када је постигнут ревидирани споразум са лигом.

## Историја
Спиритси (који су добили име по авиону који је прелазио Атлантски океан а са којим је управљао Чарлс Линдберг) су били трећа инкарнација франшизе која је почела као Хјустон маверикси, а касније Каролина кугарси. Међутим, само неколико играча из Кугарса из сезоне 1973/74. пратило је тим у Сент Луис, тако да су Спиритси у суштини били тим за проширење. У то време, Сент Луис је био шест година ван НБА кошарке, пошто је касније изгубио Хоксе од Атланте после НБА сезоне 1967/68.
Спиритси су били шаролик тим са бројним играчима, како на терену тако и ван њега, који су били прилично успешни у својим кошаркашким каријерама. Међу њима је био и Мозес Малон, који је дошао у екипу током њихове друге и последње сезоне, који је наставио дугу и успешну каријеру у НБА, која је кулминирала уврштавањем у Кошаркашку Кућу славних. Морис Лукас је већину свог времена провео у АБА лиги као играч Спиритса, а затим је касније постао ол−стар у НБА са Портланд трејлблејзерсима. Други познати играчи који су играли за тим били су бивши шести човек Бостон селтикса Дон Чејни, будући главни тренер Селтикса, затим М. Л. Кар и Рон Бун, који је годинама држао рекорд по узастопним утакмицама у професионалној кошарци. Један од најконтраверзнијих играча у тиму био је нападач Марвин Барнс, познат по причама о његовом понашању ван терена и неразумевању временских зона.
Познато је и неколико личности ван терена из тима. Један од тренера 1975. године био је бивши НБА играч Род Торн, који је каснијих година постао потпредседник НБА кошаркашких операција (у суштини, главни дисциплинар лиге и човек број два иза комесара Дејвида Стерна). Затим, на радију, екипа је представила Боба Костаса као свог плеј-бај-плеј спикера на КМОКС-у. Костас је наставио веома успешну каријеру радећи за НБЦ телевизију и радио.
После спорог старта у својој инаугурационој сезони, 1974/75, Спиритси су стигли и до плеј-офа, а затим су изненадили браниоца АБА титуле Њујорк нетсе у првој рунди плеј-офа. Али тим је прокоцкао овај добар почетак следеће године. Упркос томе што су наследили неколико играча (укључујући Малона) од Јута старса, након што је та франшиза пропала средином сезоне, Спиритси су изгубили трку за плеј-оф у сезони 1975/76. Посећеност домаћих утакмица у Сент Луису пала је толико да су у арени капацитета од 18.000 имали само 1.000 посетилаца по утакмици, и често и само по неколико стотина. На крају сезоне, били су у току преговори да се франшиза пресели у Солт Лејк Сити, Јута, као Јута роцкси.

## НБА спајање
У лето 1976. године, са АБА лигом на ивици финансијског колапса, шест преживелих франшиза (Виргинија сквајерси је банкротирала одмах након последње сезоне) започело се са преговорима о спајању АБА са НБА. Али НБА асоцијација је одлучила да прихвати само четири тима из ривалске лиге: Нетсе (последњи АБА шампион), Денвер нагетсе, Индијана пејсерсе и Сан Антонио спарсе.
НБА је умирила Џона И. Брауна, власника Кентаки колонелса, дајући му суму од 3,3 милиона долара за гашење његовог тима. (Браун је касније користио велики део тог новца да купи Бафало брејвсе из НБА.) Али власници Спиритса, браћа Ози и Данијел Силна, склопили су предвиђајући уговор о куповини будућег телевизијског права од тимова који су се придружили НБА, а 1/7 удела из сваке преживеле АБА франшизе (или скоро 2% целокупног НБА ТВ прихода), заувек. (Договор је доделио 45% за сваког од браће Силнас и 10% за њиховог адвоката Доналда Скупака, који је посредовао у договору. Ози је умро 2016.) Како су послови са мрежном телевизијом постајали све уноснији, споразум је учинио Силнасе богатим и донео им је 186 милиона долара од 2008. године, према Клевеланд плејн дилеру, и 255 милиона долара од 2012. према Њујорк тајмсу. (НБА је скоро успела да откупи Силнасе 1982. године понудивши 5 милиона долара за осам година, али су преговори застали када су браћа и сестре захтевали 8 милиона долара за пет година.) Дана 27. јуна 2007. године уговор је продужен за још осам година, што је обезбедило још 100 милиона долара неочекиваних прихода за Силнасе. У 2014. године Силнаси су постигли договор са НБА да у великој мери смање трајне исплате и узме паушални износ од 500 милиона долара. У последњих неколико година пре споразума о паушалном износу, Силнаси су примали 14,57 милиона долара годишње, упркос томе што су били власници тима који није одиграо утакмицу више од 40 година. (Силнас ће, међутим, и даље примати сада много мањи део телевизијског прихода кроз ново партнерство са бившим АБА тимовима Нетсима, Нагетсима, Пејсерсима и Спарсима.)

## Кошаркашка Кућа славних
| Спиритсов допринос Кући славних | Спиритсов допринос Кући славних | Спиритсов допринос Кући славних | Спиритсов допринос Кући славних | Спиритсов допринос Кући славних |
| Играчи                          | Играчи                          | Играчи                          | Играчи                          | Играчи                          |
| Бр.                             | Име                             | Позиција                        | Период                          | Постављен                       |
| ------------------------------- | ------------------------------- | ------------------------------- | ------------------------------- | ------------------------------- |
| 13.                             | Мозес Малон                     | Ц                               | 1975–1976.                      | 2001.                           |
| Тренери                         |                                 |                                 |                                 |                                 |
| Име                             | Име                             | Позиција                        | Период                          | Постављен                       |
| Род Торн 1                      | Род Торн 1                      | Тренер                          | 1975.                           | 2018.                           |

Белешке:
- 1 Номинован као сарадник.

## Остварења по сезонама
| АБА шампиони | Финалиста АБА лиге | Првак дивизије | Плеј−оф |

| Хјустон маверикси   |                  |                  |                  |     |     |      |                                                                                                   |           |
| 1967/68.            | АБА              | Запад            | 4.               | 29  | 49  | .372 | Изгубили полуфинале дивизије од (Даласа, 0 : 3)                                                   |           |
| 1968/69.            | АБА              | Запад            | 6.               | 23  | 55  | .295 |                                                                                                   |           |
| Каролина кугарси    |                  |                  |                  |     |     |      |                                                                                                   |           |
| 1969/70.            | АБА              | Исток            | 3.               | 42  | 42  | .500 | Изгубили полуфинале дивизије од (Индијане, 0 : 4)                                                 |           |
| 1970/71.            | АБА              | Исток            | 6.               | 34  | 50  | .405 |                                                                                                   |           |
| 1971/72.            | АБА              | Исток            | 5.               | 35  | 49  | .417 |                                                                                                   |           |
| 1972/73.            | АБА              | Исток            | 1.               | 57  | 27  | .679 | Победили у финалу дивизије над (Њујорка, 4 : 1) Изгубио у финалу дивизаја од (Кентакија, 3 : 4)   |           |
| 1973/74.            | АБА              | Исток            | 3.               | 47  | 37  | .560 | Изгубили полуфинале дивизије од (Кентакија, 0 : 4)                                                |           |
| Споритс ов Ст. Луис |                  |                  |                  |     |     |      |                                                                                                   |           |
| 1974/75.            | Исток            | Исток            | 3.               | 32  | 52  | .381 | Победа у полуфиналу дивизије над (Њујорка, 4 : 1) Изгубио у финалу дивизаја од (Кентакија, 1 : 4) |           |
| 1975/76.            | Исток            |                  | 6.               | 35  | 49  | .417 |                                                                                                   |           |
| Регуларне сезоне    | Регуларне сезоне | Регуларне сезоне | Регуларне сезоне | 334 | 410 | .449 | 1967–1976                                                                                         | 1967–1976 |
| Плеј−оф             | Плеј−оф          | Плеј−оф          | Плеј−оф          | 12  | 18  | .400 | 1967–1976                                                                                         | 1967–1976 |